# أندرس نيلسن (لاعب كرة قدم)
أندرس نيلسن (بالدنماركية: Anders Nielsen)‏ (6 ديسمبر 1970 في الدنمارك - ) هو مدرب كرة قدم ولاعب كرة قدم دانمركي في مركز الهجوم. لعب مع آرهوس جمناستيك فورينينغ ورويال أنتويرب وفاسلاند بيفيرين ونادي أومونيا ونادي سينت ترويدن ونادي غينت ونادي كلوب بروج ونادي هيليراب وإف سي هيلسينجور وK. Beringen-Heusden-Zolder ‏.

## وصلات خارجية
- أندرس نيلسن على موقع قاعدة بيانات كرة القدم.إي يو (الإنجليزية)
- أندرس نيلسن على موقع عالم كرة القدم.نت (الإنجليزية)